# Biele skaly (Mała Fatra)

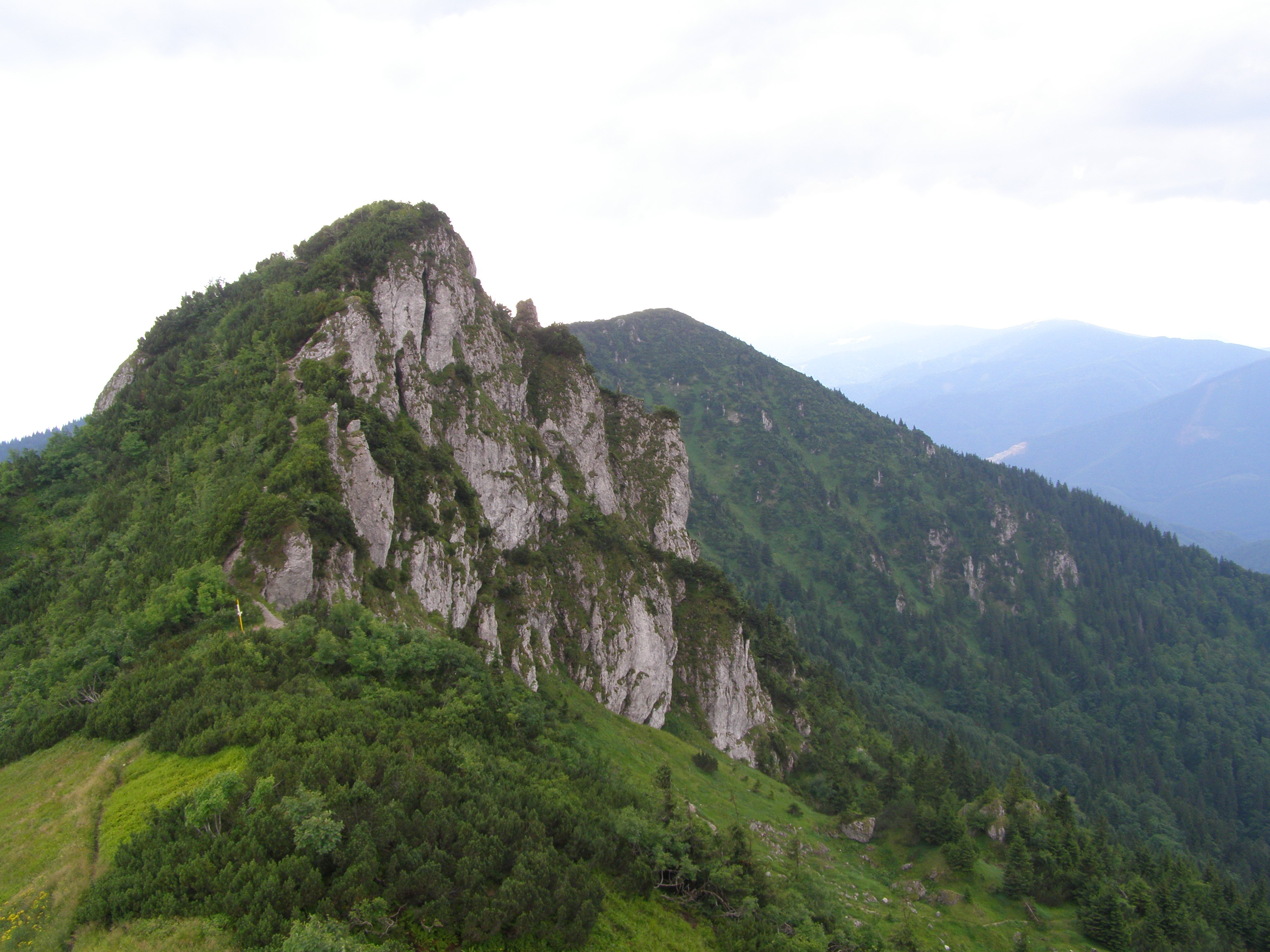

Biele skaly – grupa skał w głównej grani Małej Fatry Krywańskiej, pomiędzy szczytem Suchý (1468 m) a przełęczą Vráta (1446 m). Stoki południowo-wschodnie o nazwie Pod Kriváňom są trawiaste i opadają do Sučiańskiej doliny. Stoki północno-zachodnie opadają do doliny Kúr i znajdują się na obszarze ochrony ścisłej –  w rezerwacie przyrody Suchý. Odchodząca od Białych Skał grzęda  oddziela dwie górne odnogi doliny Kúr: Prostredną dolinę i Haviarską dolinę.
Białe Skały to jeden z najbardziej skalistych odcinków w całej Małej Fatrze. Zbudowane są ze skał dolomitowo-wapiennych. Szlak turystyczny prowadzi tutaj wąską ścieżką nad urwiskami i stromymi stokami. Po obydwu stronach szlaku różnorodne formy skalne, a ze szlaku szeroka panorama widokowa, ograniczona tylko przez masyw wyższego Małego Krywania.

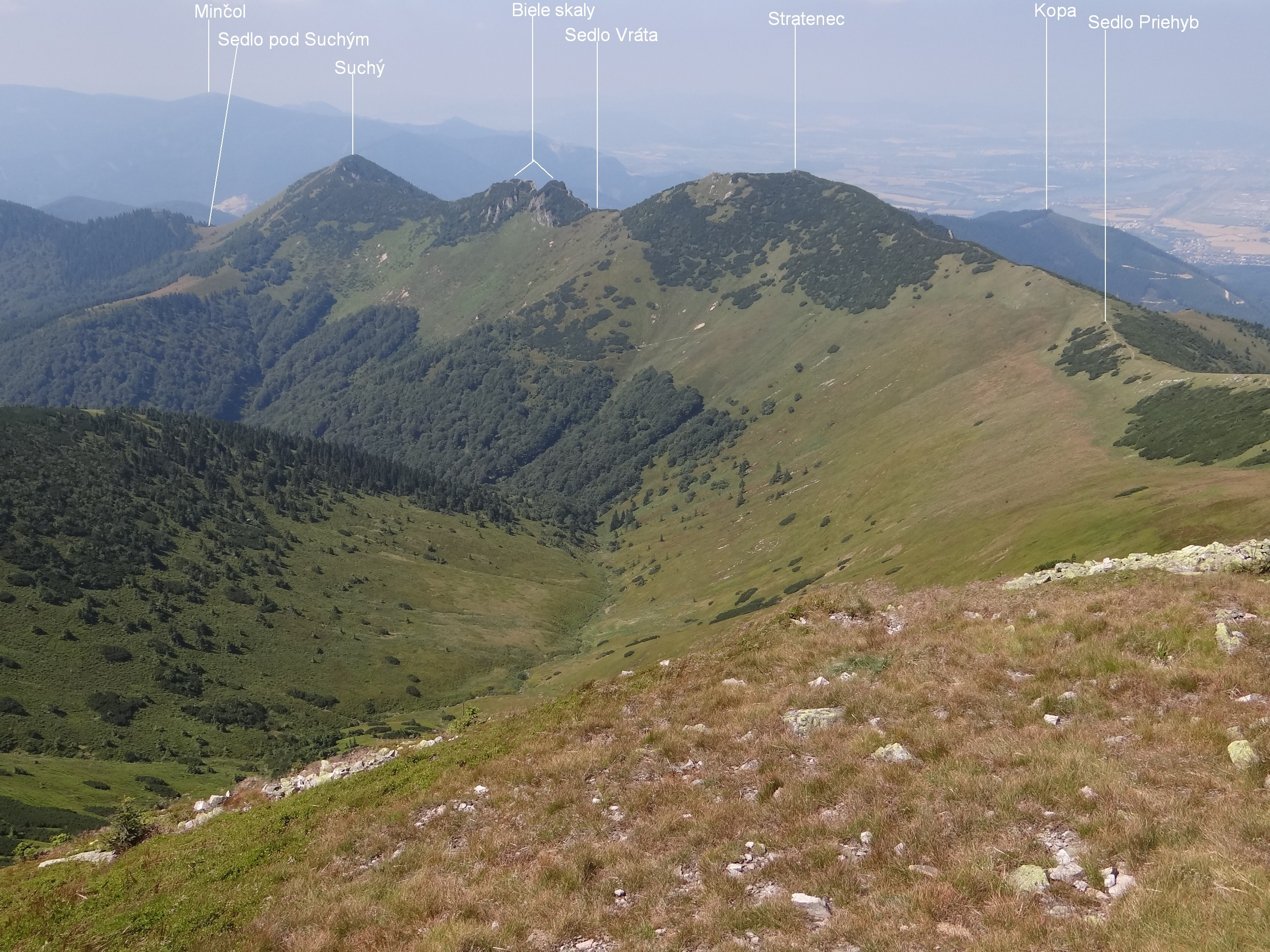
Odcinek grani z Białymi Skałami

## Szlaki turystyczne
odcinek: Nezbudská Lúčka – Podhradské – Chata pod Suchým – Príslop pod Suchým – Javorina – Suchý – Białe Skały – Vráta – Stratenec – sedlo Priehyb – Mały Krywań – Koniarky – Bublen – Pekelník – Wielki Krywań – Snilovské sedlo. Czas przejścia: 7.10 h, ↓ 6.25 h